# Las Presillas
Las Presillas es una localidad del municipio de Puente Viesgo (Cantabria, España). En el año 2008 contaba con una población de 347 habitantes (INE). La localidad se encuentra situada a 80 metros de altitud sobre el nivel del mar, y a 5,1 kilómetros de distancia de la capital municipal, Puente Viesgo.
- Datos: Q5970719
- Multimedia: Las Presillas (Cantabria) / Q5970719